# Milko Bjelica
Milko Bjelica (Belgrado, 4 de junio de 1984) es un jugador de baloncesto profesional serbio y nacionalizado montenegrino que forma parte de la plantilla del KK Mornar Bar de la Erste Liga.

## Trayectoria
Se formó en las categorías inferiores del Estrella Roja, para después marchar a jugar a la BBL alemana, en las filas del New Yorker Phantoms Braunschweig primero y del Köln 99ers posteriormente. Tras ello, en 2008 pasó a las filas del Lietuvos Rytas de la liga lituana, club con el que en la Euroliga 2010/11 tuvo una actuación muy destacada consiguiendo un promedio de 12,3 puntos y 4,7 rebotes por partido.
El 26 de julio de 2011 se confirmó su fichaje por el Caja Laboral Baskonia de la liga Endesa española, donde jugaría durante dos temporadas hasta junio de 2013.
En octubre de 2013 regresa a Vitoria con un contrato temporal para reforzar una plantilla baskonista que sufría una plaga de lesiones. En 8 encuentros de Liga Endesa, Bjelica ha firma 9.8 puntos y 5.5 rebotes por encuentro; mientras que en Euroliga, en otros tantos partidos sus números se han disparado a 12.8 puntos y 4.4 rebotes con Laboral Kutxa.
En enero de 2014 Bjelica va a firmar con el Anadolu Efes S.K. de cara a la disputa del Top16 de Euroliga, ocupando la plaza de Tadija Dragicevic.
A pesar de los errores frecuentes en la prensa, no es hermano del también jugador serbio Nemanja Bjelica.